# 보야르 원정대
《보야르 원정대》(Fort Boyard)는 프랑스의 게임 쇼로 보야르 요새에서 촬영되어 여러 나라에서 리메이크된 프로그램이다.
《보야르 원정대》는 2003년 7월 27일부터 2003년 11월 2일까지 매주 일요일 오전 10시 50분에 방송한 SBS의 예능 프로그램으로서 프랑스 프로덕션 A.L.P와 공동 제작으로 방영된 프로그램이다.
한편, 이 프로그램은 민언련으로부터 "최종 우승 상금을 불우이웃 돕기 성금으로 낸다는 것을 ‘공익성 담보’라고 말하는 것은 아전인수격 해석이다"라는 지적을 샀으며 경제정의실천시민연합이 선정한 <시청자가 뽑은 나쁜 프로그램> 불명예를 안아야 했다.
아울러, SBS는 해당 프로그램의 후속으로 가수 이현우 진행의 <선택!리얼 데이트>를 편성할 예정이었으나 이런저런 사정으로 최종 편성이 연기됐다.

### 출연진
- 이효리
- 남희석
- 지석진
- 강타
- 이지훈
- 신혜성
- 손태영
- 황보
- 하리수
- 윤태영
- 유정현
- 서동균
- 이지현
- 김동성
- 김수로
- 유민
- 비
- 유니
- 임창정
- 김정훈
- 은지원
- 김현성
- 권민중
- 심은진
- 윤은혜
- 카밀라
- 이동훈
- 박수일